# Andrew Petersen
Andrew Nicholas Petersen (* 10. März 1870 bei Thisted, Dänemark; † 28. September 1952 in East Rockaway, New York) war ein US-amerikanischer Politiker. Zwischen 1921 und 1923 vertrat er den Bundesstaat New York im US-Repräsentantenhaus.

## Werdegang
Andrew Nicholas Petersen wurde während der Regierungszeit von Christian IX., König von Dänemark, bei Thisted geboren. Die Familie Petersen wanderte 1873 in die Vereinigten Staaten ein und ließ sich in Boston (Massachusetts) nieder. 1879 zogen sie nach New York City, wo er öffentliche Schulen besuchte. Er machte eine Lehre zum Modelltischler. Zwischen 1900 und 1952 war er Präsident der Brooklyn Foundry Co. Politisch gehörte er der Republikanischen Partei an.
Bei den Kongresswahlen des Jahres 1920 für den 67. Kongress wurde er im neunten Wahlbezirk von New York in das US-Repräsentantenhaus in Washington, D.C. gewählt, wo er am 4. März 1921 die Nachfolge von David J. O’Connell antrat. Im Jahr 1922 erlitt er bei seiner Wiederwahlkandidatur eine Niederlage und schied nach dem 3. März 1923 aus dem Kongress aus.
Nach seiner Kongresszeit ging er in Brooklyn wieder seinem früheren Geschäft nach. Er starb am 28. September 1952 in East Rockaway und wurde auf dem Cypress Hills Abbey in Brooklyn beigesetzt.